# Feste Kaiser Alexander

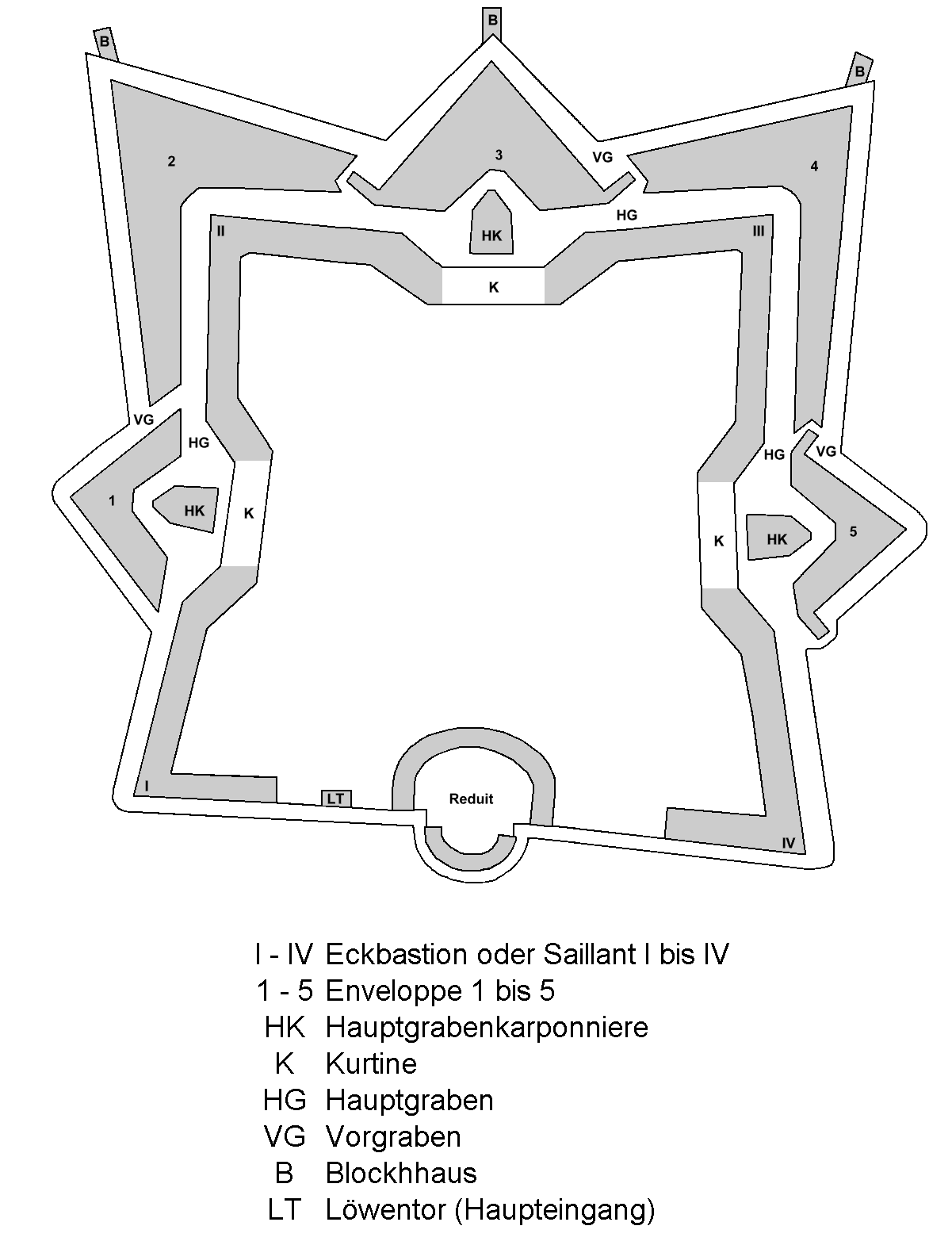
Grundriss (etwa 1840)

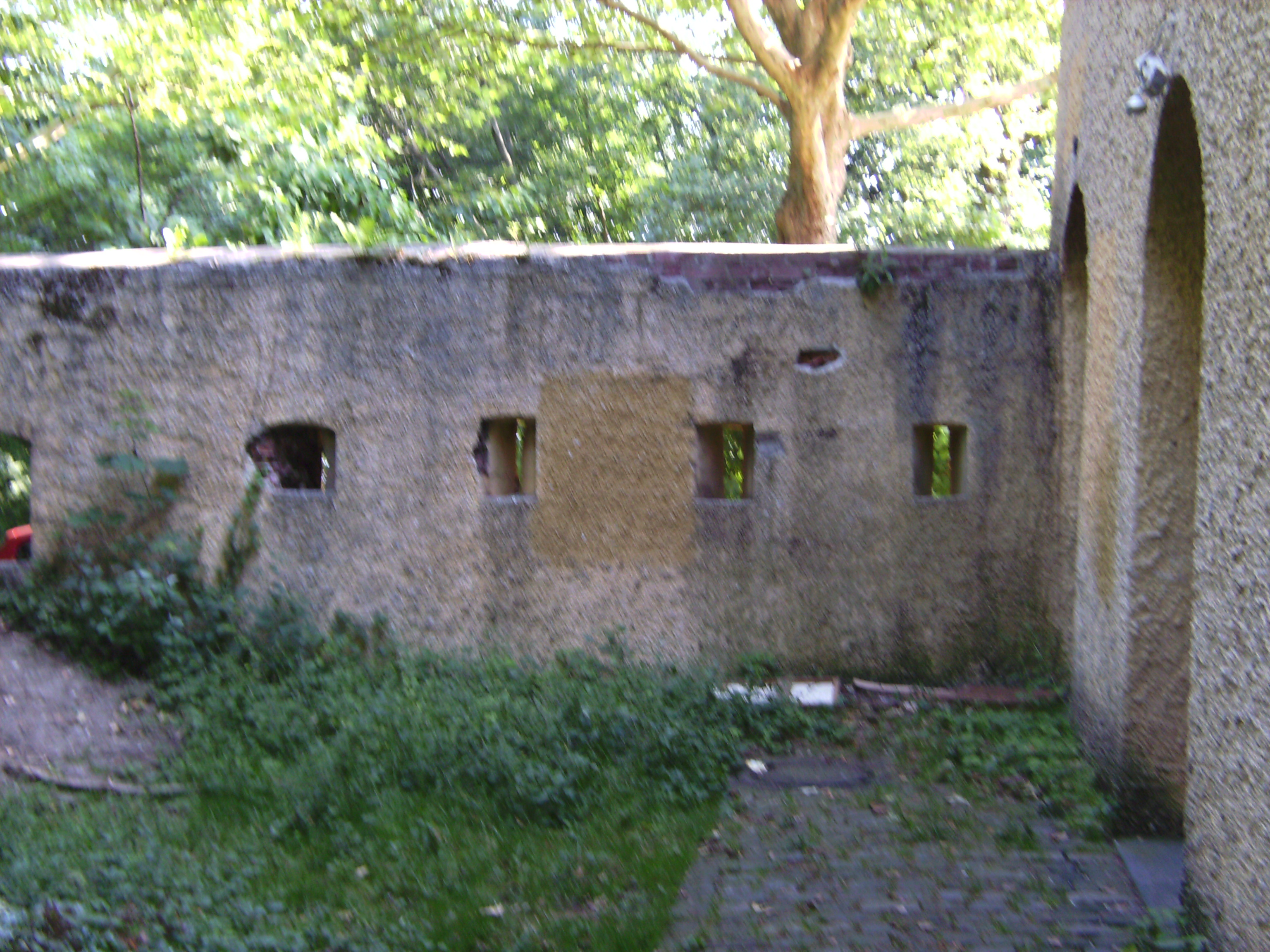
Verbindungsmauer vom Löwentor zum Reduit (innen)

Die Feste Kaiser Alexander war eine 1822/1824 fertigstellte Festungsanlage auf der Karthause in Koblenz. Nach der umbauten Fläche gehörte sie in der ersten Hälfte des 19. Jahrhunderts zu den größten Einzelfestungen Europas. Das Löwentor – der ehemalige Haupteingang in klassizistischem Stil – ist der einzige heute noch gut erhaltene Teil der Festung.

## Geschichte

### Errichtung und weiterer Ausbau
Als Teil der preußischen Großfestung Koblenz wurde die Feste Kaiser Alexander auf dem letzten Ausläufer des Hunsrücks – dem sogenannten Hunnenkopf –  südwestlich der Koblenzer Innenstadt auf einer Höhe von 170 Meter errichtet. Nach einem abschließenden Entwurf des Festungsingenieurs Claudius Franz Le Bauld de Nans fand am 3. September 1816 der Baubeginn statt. Am 24. November 1818 gab der preußische König Friedrich Wilhelm III. gelegentlich eines Besuchs dem Werk zu Ehren des russischen Zaren Alexander I. den Namen Feste Kaiser Alexander. Bereits 1822 konnten Teile der Festung mit Truppen belegt werden, am 2. April 1824 wurde die weitgehende Fertigstellung nach Berlin gemeldet. 1831 waren die Arbeiten am unterirdischen Verbindungsgang zum Fort Großfürst Konstantin beendet.
Die leistungsfähigere Belagerungsartillerie erforderte dann eine Verstärkung der Anlage. In den 1860er Jahren wurden die Wälle traversiert, der innere Reduitbogen zunächst durch eine Erdaufschüttung und 1874/76 durch eine 5 Meter starke gemauerte Ummantelung geschützt.
An der Errichtung der Feste waren in der Aufbauphase bis etwa 1822 nachfolgende Ingenieur-Offiziere beteiligt:
- Carl Wilhelm Becherer (seit 1840: von Becherer, * 6. März 1791 in Berlin; † 13. Dezember 1846 in Klein Mehßow), 1814 als früherer Baukondukteur ins preußische Ingenieur-Korps gekommen, 1816–1818 in Koblenz, 1824 als Major verabschiedet.
- Friedrich August von Meerheimb, 1815 als russischer Sekondeleutnant ins Infanterie-Regiment Nr. 32 eingetreten und von dort 1816 ins preußische Ingenieur-Korps gekommen, 1816–1817 in Koblenz, 1817 ausgeschieden.
- Heinrich von Mühlbach
- Moritz von Prittwitz
- Carl August Roese (* 25. Juli 1795 in Zilenzig; † 30. Dezember 1872 in Wittenberg), 1819 als Sekondeleutnant aus dem Füsilierregiment Nr. 33 ins preußische Ingenieur-Korps gekommen, 1820–1821 in Koblenz, zuletzt Oberstleutnant und Platz-Ingenieur in Wittenberg, 1854  verabschiedet.
- Otto Albert von Scheel
- August Toepel (* etwa 1793; † 7. März 1819 in Torgau), 1815 als sächsischer Tranchee-Sergeant ins preußische Ingenieur-Korps gekommen, 1816–1818 in Koblenz, zuletzt Hauptmann.
- Carl Friedrich Albert Wittich (* etwa 1782; † 27. Februar 1844 in Hausberge bei Minden), 1814 als früherer Baukondukteur ins preußische Ingenieur-Korps gekommen, 1816–1817 in Koblenz, zuletzt Hauptmann und Platz-Ingenieur in Wesel, 1841 als Major verabschiedet.
- Franz (Carl Josef August) von Ziemietzky (* 8. Juli 1798 in Glatz; † 1. Mai 1861 in Leschnitz),  1816 ins preußische Ingenieur-Korps gekommen, 1819–1820 in Koblenz, zuletzt Premierleutnant in Neisse, 1835 als Hauptmann verabschiedet.[4]

### Aufgabe und Zerstörung

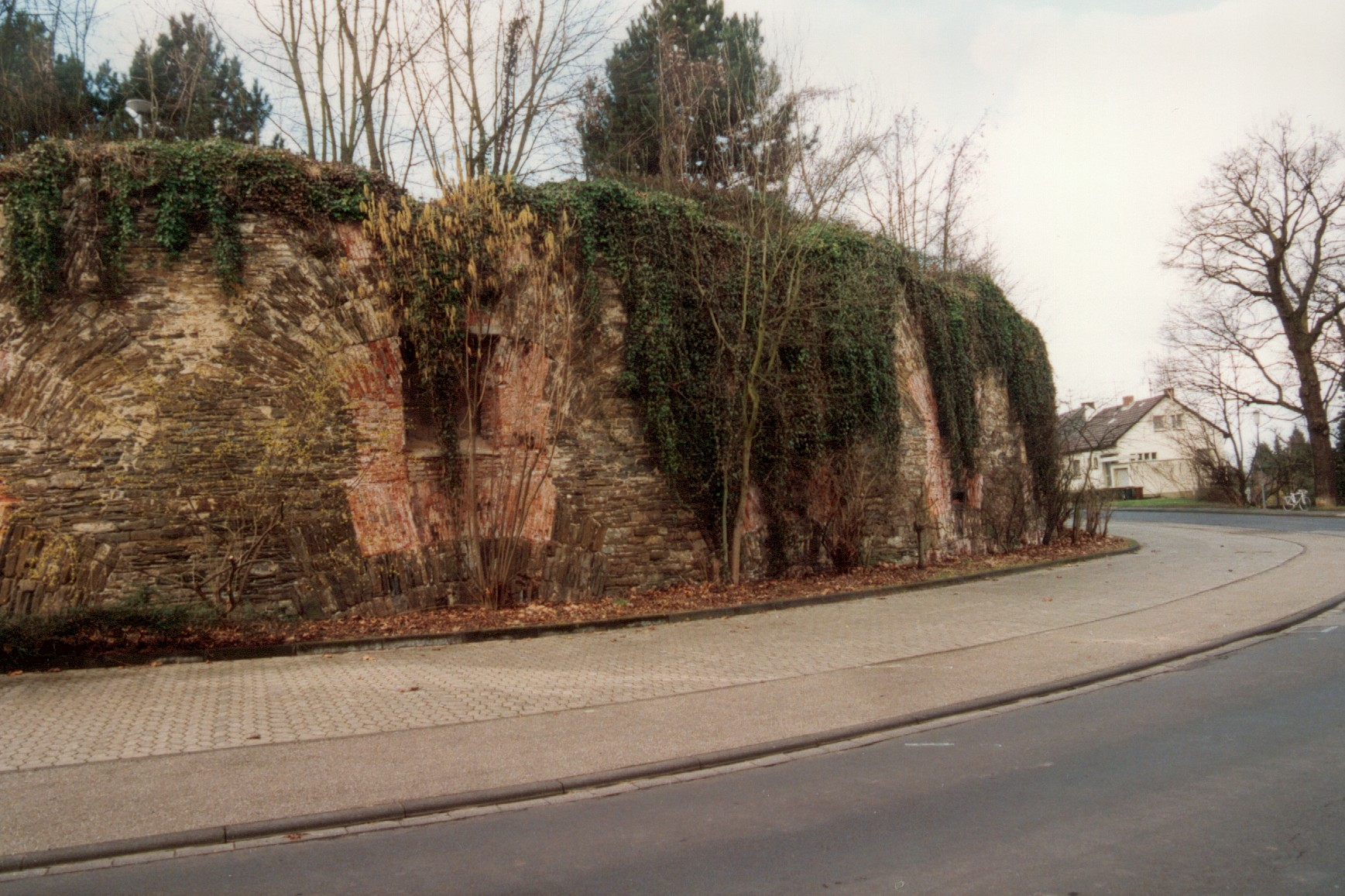
Kehlreduit (1993)

1886 erfolgte für die gesamte Großfestung Koblenz die Rückstufung als Festung der 2. Linie, deren Bauzustand nur noch zu erhalten sei. Am 23. Januar 1900 wurde das Werk aufgelassen und am 27. Januar 1903  als Befestigung aufgegeben. Die verfallene Anlage diente danach als Übungsgelände für den Festungskampf. Die Kaserne im Innenhof und das Reduit – hier meist als Kernwerk bezeichnet – wurden weiterhin als Unterkünfte genutzt.
Nach dem verlorenen Ersten Weltkrieg bestand vor allem Frankreich auf der völligen Zerstörung der Koblenzer Befestigungsanlagen. Am 12. Februar 1922 erging der Beschluss zur Schleifung der Feste Kaiser Alexander. Die Arbeiten dauerten von Anfang April bis November 1922. Nach Sprengung der Mauerwerke wurden mit Hilfe eines Löffelbaggers sowie einer Schmalspureisenbahn insgesamt 136.000 m³ Mauerschutt abtransportiert und 182.000 m³ Erdboden bewegt. Erhalten blieben danach lediglich das Eingangstor (Löwentor) und das Reduit mit dem dazwischen liegenden Mauerstück. Nur ein geringer Teil des Geländes wurde sofort als Bauland hergerichtet, die eigentliche Bebauung fand dann  erst nach der Übernahme des Areals durch die Stadt Koblenz zum 1. Januar 1934 statt. Im Zweiten Weltkrieg wurde das Kernwerk durch die Luftangriffe Ende 1944 erheblich beschädigt. Trotzdem diente es in der Nachkriegszeit als Notunterkunft für ausgebombte sowie geflüchtete Familien und entwickelte sich in den nächsten Jahren zu einem Elendsviertel, in dem in den 1950er Jahren die ersten Fälle von Typhus und Ruhr auftraten. Erst 1962 war es gelungen, die Anlage restlos zu räumen und die letzten Bewohner umzusiedeln. Im Juli 1964 wurde das Reduit bis auf eine  äußere Mauer abgebrochen.

### Garnison
Zur Unterbringung der ständigen Besatzung waren zunächst lediglich die Kasematten in den drei Hauptgrabenkaponnieren und im Reduit vorgesehen. Bis 1860 waren dort stationiert:
- 1823–1838 Garnison-Kompanie des Infanterie-Regiments Nr. 25
- 1824–1833 II. Bataillon des Infanterie-Regiments Nr. 25
- 1833–1848 II. Bataillon und 2 Kompanien des Füsilier-Bataillons des Infanterie-Regiments Nr. 29
- 1848–1849 10. u. 12. Kompanie des Infanterie-Regiments Nr. 26
- 1849–1859 Füsilier-Bataillon des Infanterie-Regiments Nr. 25
- 1859–1860 Füsilier-Bataillon des Infanterie-Regiments Nr. 28[6]

Im Mai 1860 verlegten zwei Bataillone des Garde-Grenadier-Regiments Nr. 4 nach hier. Fünf Kompanien bezogen das Kernwerk und jeweils eine die Kaponnieren. Anfang der 1870er Jahre wurden im Südteil zwischen Saillant II und III acht Mannschaftsbaracken errichtet. Als Ersatz dafür sind nach und nach entstanden: Zur Moselseite hin vor dem Reduit 1889 eine Fachwerkkaserne, zur Rheinseite hin noch in den 1890er Jahren ein Wirtschaftsgebäude und eine Exerzierhalle nahe dem Reduit sowie 1909 ein gemauertes Mannschaftsgebäude bei der Kurtine. Die Gardegrenadiere blieben bis 1893 stets mit sieben bis acht Kompanien in der Festung. Sie wurden abgelöst durch das Infanterieregiment Nr. 68, zunächst mit einem und seit 1894 mit zwei Bataillonen. Nach Fertigstellung des ersten Mannschaftshauses der Spitzberg-Kaserne um 1911 verblieben im Reduit und der Fachwerkkaserne nur noch Teile des I. Bataillons. Das gemauerte Mannschaftsgebäude wurde von der MG-Kompanie des II. Bataillons bezogen. Es folgten als alliierte Besatzungstruppen 1919 die Amerikaner und 1923 die Franzosen, die das Werk in Fort Verdun umbenannten. Im Innenhof waren im Laufe der Zeit noch weitere Einzelgebäude wie eine Waffenschmiede, mehrere Schuppen und ein Pferdestall gebaut worden. 1915 hatte die Stadt einen etwa 45 Meter hohen, weit sichtbaren Turmbehälter zur Wasserversorgung der auf dem Plateau gelegenen Haushalte errichten lassen (September 1953 abgebrochen). Bei Schleifung der Festung verschwand zunächst die Exerzierhalle, die Fachwerkkaserne blieb bis in die 1930er Jahre erhalten, und das Wirtschaftsgebäude wurde durch die Luftangriffe im Zweiten Weltkrieg zerstört. Aus dem Pferdestall entstand 1946–1948 die katholische St. Beatuskirche. Das gemauerte Mannschaftsgebäude – mitunter als Maschinengewehr-Kaserne bezeichnet – wurde nach 1945 als Wohnhaus, Kapelle sowie Kindergarten genutzt. Seit 1949 befand sich zudem im Dachgeschoß eine Bauschule. Die daraus entstandenen  Vereinigten Technischen Lehranstalten Koblenz nutzten schließlich seit Anfang 1950 das gesamte Gebäude.

## Baubeschreibung
Die Feste Kaiser Alexander hatte eine Seitenlänge von etwa 500 Meter und umfasste damit fast vollständig ein Plateau, das nach drei Seiten zur Mosel, zur Stadt und zum Rhein steil abfällt, während sich die vierte Seite über das flache Karthäuserfeld zum Stadtwald hin öffnet. Das innere Viereck oder der Hauptwall bestand aus vier Eckbastionen (oder Saillants), die über drei Kurtinen miteinander verbunden waren. In der Mitte der Kehlseite zur Stadt hin befand sich das zweiteilige Reduit. Im inneren Reduitbogen waren 50 Kasematten in zwei Etagen und im äußeren 39 Kasematten in drei Etagen vorhanden. Etwa 12 Meter unterhalb der Wallkrone verlief der bis zu 19 Meter breite Hauptgraben. Darin befanden sich vor den Kurtinen jeweils eine Karponniere mit 26 bzw. 34 Kasematten in zwei Etagen sowie acht Grabenbatterien in der Escarpe. Vor jeder Karponniere sowie den beiden Eckbastionen II und III lag eine Enveloppe, die insgesamt von einem etwa 9 Meter tiefer gelegenen und bis zu 15 Meter breiten Vorgraben umschlossen wurden. Von dort verliefen in der Haupt- sowie der Moselfront die Minenhorchgänge ins Vorfeld. Der Vorgraben konnte mit acht Batterien bestrichen werden. Abschließend befanden sich im Glacis vor der Hauptfront drei Blockhäuser. In der Festung gab es etwa 250 offene und kasemattierte Geschützstellungen, davon etwa 140 für den Fernkampf und 110 zum Bestreichen der Gräben. Zudem konnten für Steilfeuer 12 Mörser in zwei Batterien auf den beiden Eckbastionen II und III aufgestellt werden. Zur Wasserversorgung der gesamten Anlage waren ein Brunnen vor der Kurtine der Hauptfront, ein weiterer im Reduit sowie je eine Zisterne in den Karponnieren und im Reduithof vorhanden. Seit etwa 1904/05 war die Zisterne im Reduit über eine Pumpe im Kehlturm des Forts Großfürst Konstantin mit dem öffentlichen Wassernetz verbunden.
Während der gesamten Nutzungsdauer der Festungsanlage ergaben sich immer wieder Schwierigkeiten mit dem Bauuntergrund. Das Plateau wird von einer starken Tonschicht durchzogen. Die darüber liegenden wasserführenden Schichten gaben den mächtigen Erdwerken keinen ausreichenden Halt. Infolge rutschten ganze Erdwälle ab, stürzten Mauerabschnitte zusammen und es drang Grundwasser in die Kasematten ein.

### Löwentor
Das Löwentor (Position) stand ursprünglich mit der Stirnseite über der Eskarpemauer, der inneren Wand des die Festung umgebenden Grabens. Bei dem ehemaligen Haupttor handelt es sich um einen hohen lagernden einheitlichen Baublock. Dieser wird nach oben durch einen umlaufenden Rundbogenfries auf dimantierten Würfelkonsolen und darüber einem Zinnenkranz abgeschlossen. Diese Zinnen wurden in der zweiten Hälfte des 19. Jahrhunderts entfernt und bei der Restaurierung des Löwentors 1982 wieder hergestellt.
In der Mitte des Blocks befindet sich die stichbogige Toröffnung in einer halbkreisförmigen von dimantierten Quadern eingefassten Nische. Flankiert wird die Toröffnung von zwei monumentalen Greifenreliefs aus Gusseisen, die in der Sayner Hütte nach den Entwürfen von General Ernst Ludwig von Aster entstanden sind. Über der Toreinfahrt befindet sich zur Erinnerung an den Bau der Feste Kaiser Alexander die folgende Inschrift: Veste Kaiser Alexander/Erbauet unter Koenig Friedrich Wilhelm III./in den Jahren 1817 bis 1822. Zur Verteidigung des Eingangs verfügt die Frontmauer über jeweils zwei übereinanderliegende Gewehrscharten. Dahinter im Durchgang befinden sich zwei hölzerne Torflügel mit gitterförmigen Eisenbeschlägen.
Die ehemalige Innenseite des Löwentors ist triumphbogenartig mit drei rundbogigen Blendarkaden zwischen einfachen Pfeilern aufgebaut. In der mittleren Blendarkade mündet der Durchgang in die ehemalige Festung, rechts und links sind Fenster zu den flankierenden Wachstuben eingelassen. An der Nordwestecke im Inneren führt eine Wendeltreppe auf das Dach.
Von 1985 bis Ende 1991 war der Löschzug der Freiwilligen Feuerwehr Koblenz, Einheit 11 (Karthause), im Löwentor untergebracht.
Das Löwentor ist ein geschütztes Kulturdenkmal nach dem Denkmalschutzgesetz (DSchG) und ist in der Denkmalliste des Landes Rheinland-Pfalz eingetragen. Seit 2002 ist das Bauwerk zudem Teil des UNESCO-Welterbes Oberes Mittelrheintal.

## System Alexander
Hierzu gehörten neben der Feste Kaiser Alexander die Festungswerke:
- Fort Großfürst Konstantin
- Batterie Hübeling
- Moselbatterie
- Schanze Großfürst Alexander

Den Befestigungsanlagen des Systems Alexander kam die Aufgabe zu, einem Angreifer den Zugang zur Karthäuserhöhe zu versperren und damit den Direktbeschuss von dort auf die Koblenzer Innenstadt – wie bei den Belagerungen im Dreißigjährigen und im Pfälzer Krieg geschehen – zu verhindern. Des Weiteren konnten von dieser Schlüsselposition aus, sowohl die Rhein- und Moselschifffahrt als auch die fünf Koblenzer Brücken unter Feuer genommen werden.